# Amado Batista
Amado Batista (Davinópolis, 17 febbraio 1951) è un cantante, violinista e chitarrista brasiliano.
Insieme a Reginaldo Rossi e Nelson Ned  è il cantante più importante tra gli esponenti del genere brega; ma si è anche cimentato nel sertanejo. È uno degli artisti musicali brasiliani di maggior successo.

## Biografia
Come molti cantanti brega, Amado Batista ha umili origini: è infatti nato in una favela di Davinópolis.
Ha inciso più di 40 album e venduto 35 milioni di copie nel mondo, ricevendo quindi 28 dischi d'oro, 28 di platino e uno di diamante.
Nel luglio 2008 ha preso parte al lancio della Rede Clube Brasil de Radio.

## Vita privata
Si è sposato tre volte e ha quattro figli, generati con donne diverse: Erich, nato dal primo matrimonio; Lorena, l'unica femmina, dal secondo; gli altri due maschi, Rick e Bruno, da brevi relazioni. Nel 2019 il cantante è stato sentimentalmente legato a una sua fan. Nel 2024 ha iniziato una relazione con una donna di cinquant'anni più giovane,  divenuta poi sua terza moglie l'anno seguente. 

## Controversie
- Dichiaratamente anticomunista, nel 2022 Amado Batista è stato rinviato a processo per aver ingiuriato Lula. Il cantante era anche stato accusato di aver danneggiato l'immagine del politico brasiliano tramite la diffusione di fake news. Riconosciuto colpevole, si è scusato pubblicamente. [3]

## Omaggi
- Amado Batista è menzionato nella canzone Sandra di Adelino Nascimento, altro esponente del brega.

## Discografia
1. Amado Batista (1975)
2. Canta o Amor (1977)
3. Sementes de Amor (1978)
4. O Amor não é só de Rosas (1979)
5. Um Pouco de Esperança (1981)
6. Sol Vermelho (1982)
7. Pensando em Você (1983)
8. Casamento Forçado (1984)
9. Seresteiro das Noites (1985)
10. Vitamina e Cura (1986)
11. Hospício (1987)
12. Dinamite De Amor (1988)
13. Escuta... (1989)
14. Eu Sou Seu Fã (1991)
15. Um Pedaço de Mim (1992)
16. Meu Jeitinho (1994)
17. Tum Tum de Saudade (1995)
18. 24 Horas no Ar (1996)
19. Amar, Amar (1997)
20. Amado Batista Ao Vivo (1998)
21. O Pobretão (1999)
22. Estou Só (2000)
23. Amor (2001)
24. Eu Te Amo (2002)
25. Eu Quero é Namorar (2003)
26. Especial Vol. 1 (2003)
27. É o Show (2004)
28. Maxximum (Amado Batista) (2005)
29. 30 Anos... de Carreira (2005)
30. Perdido de Amor (2006)
31. Em Foco (2007)
32. Amado Batista Acústico (2008)
33. Meu Louco Amor (2010)
34. Amor Perfeito: Os Maiores Sucessos de Amado Batista (2012)
35. Amado Batista: Duetos (2013)
36. Amado Batista: O Negócio da China (2014)